# Galguduud
Galguduud (arabisch غالغدود Ghālghudūd) ist eine Region (gobolka) in Zentralsomalia. Ihre Hauptstadt ist Dhuusamarreeb. Die Region Galguduud grenzt im Westen an Äthiopien und im Osten an den Indischen Ozean. Nördliche Nachbarregion ist Mudug, südliche die Regionen Hiiraan und Shabeellaha Dhexe.
Galguduud besteht aus den Distrikten Abudwak (Caabudwaaq), Adaado (Cadaado), El Buur (Ceelbuur), Eldheere und Dhuusamarreeb. Die Region ist für den Bergbau bekannt, der hier betrieben wird; aus dem hier gefundenen Sepiolith werden u. a. die im somalischen Gebiet verbreiteten Dabqaad hergestellt. Die Bevölkerung in Galguduud gehört hauptsächlich den Somali-Clans der Hawiya und Darod an. 2006 riefen Sa'ad-Habar Gidir-Hawiya in Galguduud und Mudug ihren eigenen Staat Galmudug aus.